# Dave Jenniss
Dave Jenniss, né en 1974 à Trois-Pistoles, est un comédien, dramaturge et metteur en scène autochtone (Wolastoqiyik Wahsipekuk) canadien. Il est le directeur artistique d’Ondinnok depuis 2017.

## Biographie
Né en 1974 à Trois-Pistoles, Dave Jenniss est fils d’une mère québécoise et d’un père métis de la Première Nation Wolastoqiyik Wahsipekuk (autrefois appelée Malécite de Viger),,.
Jenniss découvre le théâtre Ondinnok en 2002, lors d’un atelier théâtral intensif. Lors de cette première rencontre avec Ondinnok, une compagnie de théâtre francophone autochtone au Canada, Jenniss « prend conscience de son identité autochtone. » Il y fait l’exploration de l’aspect guérisseur des arts de la scène.
Jenniss incarne le premier rôle dans Hamlet le Malécite, jouée en 2004. La pièce met en scène une réinterprétation d’Hamlet, dans laquelle Hamlet est un jeune autochtone qui désire devenir comédien. Comme le souligne Pierre L’Héraut, la proximité entre la réalité de Hamlet et Jenniss, lui aussi jeune autochtone qui désire devenir comédien et en quête d’identité, « ne [pouvait] échapper au spectateur » et participait à créer un effet de « surprise ».
En 2006, Jenniss commence la rédaction de sa première pièce de théâtre. Celle-ci est retravaillée avec les acteurs du théâtre d’Ondinnok et donne naissance à Wulustek, laquelle est jouée de 2008 à 2011. En 2016, Dave Jenniss devient directeur artistique associé du théâtre Ondinnok, puis il prend il prend le relais de Yves Sioui Durand et devient directeur artistique, en 2017 
Il participe en 2018 au Festival Kwe!, un évènement qui célèbre les cultures autochtones du Québec, lors d’une rencontre entre écrivains autochtones, avec Naomi Fontaine et Virgina Bordeleau. La rencontre était animée par Louis-Karl Picard-Sioui. La même année, il s’investit auprès du 7e Salon du livre des Premières Nations. Cet évènement marque le lancement de son conte jeunesse Mokatek et l’étoile disparue, dont il fait la lecture. Toujours dans le cadre du salon, il participe à une table ronde sur la littérature jeunesse.
Le 14 juillet 2018, il fait partie de la vingtaine d'artistes autochtones signataires d'une lettre ouverte destinée à Ariane Mnouchkine et à Robert Lepage publiée dans Le Devoir. Les signataires réagissent au projet Kanata du Théâtre du Soleil mis en scène par Robert Lepage. Cette pièce veut raconter « l’histoire du Canada à travers le prisme des rapports entre Blancs et autochtones ». Les artistes qui ont signé la lettre et dénoncent ce projet y voient une nouvelle marque d'invisibilisation envers les autochtones. Ils disent être « saturés d’entendre les autres raconter [leur] histoire. » En réaction, Mnouchkine évoque une volonté de censure exercée par ces artistes.

## Œuvres

### Théâtre

#### Interprétation
- Hamlet le Malécite, 1er juin au 19 juin 2004, Montréal, American Can, mise en scène de Jean-Frédéric-Messier, texte de Jean-Frédéric Messier et Yves Sioui Durand. Rôle : Hamlet.
- Wigwam, 24 novembre 2005 au 5 janvier 2006, Montréal, La Maison Théâtre, texte mise en scène de Jean-Frédéric Messier. Rôle : Narnouk.
- Contes urbains, 2009, Montréal, Théâtre la Licorne, texte et mise en scène de Yves Bienvenue. Rôle : le conteur.
- Wulustek, 2011, Montréal, Théâtre Ondinook, mise en scène de Peter Batakliev, texte collectif à partir d’un texte de Dave Jenniss. Rôle : Marc
- Les papillons de nuit, 2011, Gatineau, Théâtre de l’ïle, mise en scène de Mathieu Charrette, texte de Michel Marc Bouchard. Rôle : Mario.
- Écorce de nos silences, « Le tambour du temps », 30 avril au 8 juin 2013, Maison de la culture Frontenac. Mise en scène de Clément Cazelais, texte de Dave Jenniss.
- Boeing Boeing, 2012, Gatineau, Théâtre de l’île, mise en scène de Mathieu Charrette, texte de Marc Camoletti. Rôle : Robert.
- Zone, 2012-2015, coproduction du Théâtre la Catapulte et du Théâtre français de Toronto, mise en scène de Jean-Stéphane Roy, texte de Marcel Dubé. Rôle : Moineau
- L’Amour à l’agenda, 2013, Gatineau, Théâtre de l’île, mise en scène de Jean-Stéphane Roy,  texte de Michel Marc Bouchard. Rôle : Jérôme.
- V comme canard, 2013, Gatineau, Théâtre de l’ûle, mise en scène de Magalie Lemèle, texte de Pierre-Yves Lemieux Rôle : Coco.
- Confidence trop intime, 2014, Gatineau, Théâtre de l’île, mise en scène de Magalie Lemèle, texte de Jérôme Tonnerre. Rôle : William.
- Mokatek et l’étoile disparue, 2019, Maison théâtre, mise en scène de Pier Rodier, texte de Dave Jenniss, chants et musiques d’Élise Boucher-DeGonzague.

#### Mise en scène
- Kthakomiq, 2017, Maison de la culture Frontenac, Maison de la culture NDG et maison de la culture Montréal-Nord, mise en scène de Dave Jenniss, mise en mouvement par Ivanie Aubin Malo
- Nmihtaqs sqotewamqol, La cendre de ses os, 2020, Théâtre la licorne, texte et mise en scène de Dave Jenniss

#### Dramaturge
- Wulustek, Montréal, Dramaturges, 2011, 75 p. (ISBN 978-2-89637-041-2)
- Mokatek et l'étoile disparue, Wendake, Hannenorak, 2018, 35 p. (ISBN 9782923926308)
- Nmihtaqs sqotewamqol = La cendre de ses os ; suivi de, Pokuhule = Le tambour du temps, Montréal, Dramaturges, 2021 (ISBN 9782896371594)
- Toqaq mecimi Puwiht = Delphine rêve toujours ; suivi de Mokatek et l’étoile disparue, Sudbury, Prises de parole, 2022, 80 p. (ISBN 9782897443375)

### Télévision et cinéma

#### Interprétation
- Les rescapés de la justice. 2009. Canal D.
- Mouki. 2008-2011. APTN. Rôle : Mouki.
- La Grande bataille 2. 2010. ARTV. Rôle : Pierrot.
- C’est ici qu’on le dit. 2013. Nish Media.
- Police sans réserve. 2016. Aweri Productions. Rôle : Agent Bibeau
- Proprio en otage. 2017. N12 Productions. Rôle : Jean Thibodeau.
- Sans Réserve. 2022, APTN. Artiste invité.

#### Écriture
- Toqaq. 2022. Télé-Québec.
- L’Île Kilucru. 2022. Radio-Canada.
- Mokatek. 2020. Production Nish Média
- Méchant trip 2. 2017. Wabanok Production.
- Police sans réserve. 2016. Aweri Production.

## Réception critique
Dave Jenniss œuvre à la visibilité de la culture autochtone, et plus particulièrement de la culture malécite. Il utilise la langue malécite dans ses productions, dont les mots se font de plus en plus fréquents dans ses pièces. Il l’intègre sans traduction pour que les spectateurs l’entendent réellement. Pour Jenniss, faire entendre sa langue, c’est également une manière de se faire entendre soi. Dans ses créations scéniques, le corps et les gestes occupent une place importante. Les silences sont importants dans son œuvre et permettent le mouvement corporel. Le corps exprime alors ce qui ne l'est pas par les mots. Et pour Dave Jenniss, cela permet un retour à une forme théâtrale archaïque autochtone, où c'était le corps uniquement qui était le moyen d'expression, et non le texte. Jenniss a signé de nombreuses pièces où il explore ses origines autochtones, dont Wulustek chez Dramaturges éditeurs en 2011, Le tambour du temps en 2012, Ktahkomiq en 2017 et Mokatek et l’étoile disparue en 2018. Le théâtre de Dave Jenniss est indissociable de son histoire et de ses origines autochtones. Ses créations reflètent ses questionnements concernant son identité malécite.
Wulustek, considérée par Yves Sioui Durand comme une œuvre de « théâtre d’avant-garde », est jouée par le théâtre d’Ondinnok de 2008 à 2011. La pièce, centrée sur une famille autochtone qui manifeste pacifiquement contre une compagnie forestière qui possède leurs terres ancestrales, aborde les problèmes sous-jacents à la réalité et à l’identité autochtone.
Mokatek et l’étoile disparue fusionne le théâtre de marionnettes, d’objets, les chants et la musique et raconte aux enfants le périple d’un garçon pour retracer l’étoile du Nord. Dans Mokatek, le jeune garçon a perdu sa mère, et il perd également son étoile qui le guidait et le protégeait. Cette perte du parent peut symboliser la perte du contact avec ses origines. Contact que les personnages tentent de retrouver. Et le fait de renouer ce contact, permet résoudre la crise identitaire, et ainsi par ses pièces, il tente d'opérer une guérison.
La pièce de théâtre et de danse Ktahkomiq met l’accent sur la réalité de la Première Nation Wolastoqiyik Wahsipekuk depuis la reconnaissance de la Première Nation en 1989. La pièce raconte l’histoire de la Première Nation à travers la vie d’un homme et d’une femme issus de famille rivales et qui tentent de se réapproprier leur culture, leur langue et leur territoire malgré les querelles familiales et les séquelles de la colonisation. Dave Jenniss et Ivanie Aubin-Malo, les interprètes de la pièce, viennent eux-mêmes de ces deux familles en conflit.
En 2017, Dave Jenniss a participé à l’organisation d’un événement appelé État des lieux à l’Université de Montréal pour mettre en lien les artistes autochtones pour un état des lieux de l’art autochtone dans la province.
Nmihtaqs Sqotewamqol/La cendre de ses os fait écho à la mort du père de Jenniss. La mort sert de levier afin que le personnage principal, Martin Kaktanish, renoue avec ses origines. Elle s’inscrit en continuité avec Katahkomiq, en ce qu’elle poursuit la réflexion sur les tensions idéologiques et politiques au sein des communautés autochtones,

## Prix et honneurs
- 2005 : Masque des Enfants terribles de l’Académie québécoise du théâtre[22]
- 2005 : Prix de la critique, décernée par L’Association québécoise des critiques de théâtre, dans la catégorie « Jeunes publics[22] »
- 2008-2009 : Prix Coup de cœur du public, décernée par la Corporation de développement culturel de Trois-Rivières[22]
- 2011 : Bourse de création du Conseil des arts du Canada[21]
- 2013 : Bourse de création du Conseil des arts du Canada[21]
- 2014 : Prix du public étudiant du meilleur acteur de soutien du Théâtre Denise-Pelletier pour son interprétation de Moineau dans Zone[8]